# Ercole III d'Este
Ercole III d'Este (Ercole Rinaldo) (Modena, 22 novembre 1727 - Treviso, 14 ottobre 1803) fu Duca di Modena e Reggio dal 1780 al 1796, e Duca di Bisgovia e Ortenau dal 1801 al 1803.

## Biografia

### Giovinezza

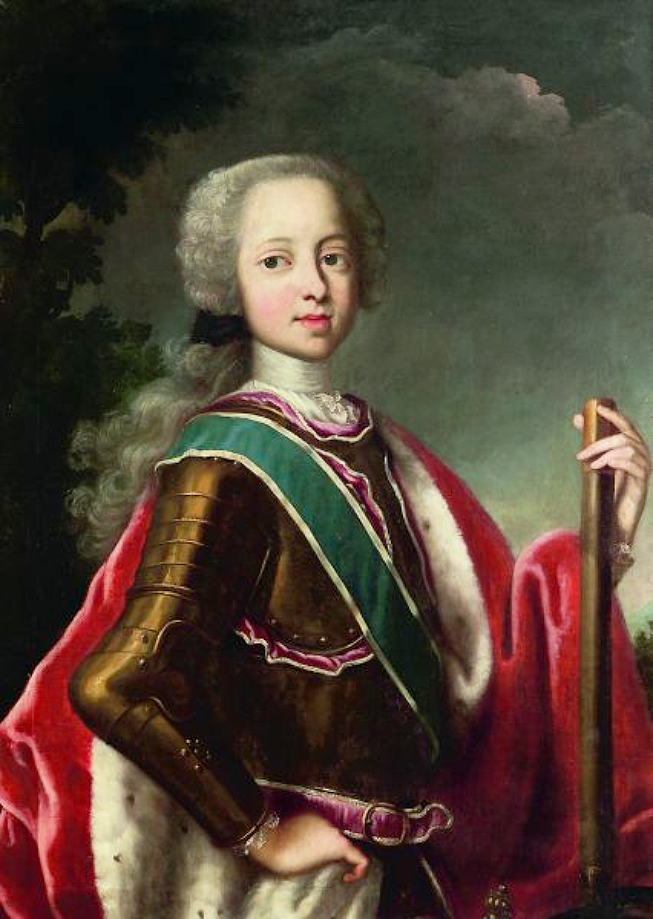
Ercole di Modena e Reggio ritratto in giovane età

Ercole Rinaldo nacque a Modena il 22 novembre 1727, figlio di Francesco III, duca di Modena e Reggio, e di Carlotta d'Orléans, figlia di Filippo II, duca di Orléans e reggente di Francia. L'unione dei genitori fu grandemente voluta dal nonno di Ercole, Rinaldo d'Este, che vedeva nella Francia un possibile alleato, da contrapporre alle ingerenze esercitate dalla regina Elisabetta di Spagna, nata Farnese, nel confinante Ducato di Parma e Piacenza. Il matrimonio si rivelò disastroso, Carlotta era molto irrequieta e si allontanava dalla corte modenese, mentre il marito, Francesco III, era libertino, esacerbato e introverso. A peggiorare le cose furono anche la morte prematura di sei dei loro nove figli. Ad arrivare alla maturità furono solo le tre figlie Matilde, Maria Teresa Felicita e Maria Fortunata, e lo stesso Ercole, unico figlio maschio, che nel 1751 divenne unico possibile erede del Ducato di Modena e Reggio, alla scomparsa del fratello quindicenne Benedetto Filippo.
Nel 1772, Ercole domò alla testa delle truppe modenesi, la sommossa scoppiata in Garfagnana: l'episodio scoppiò per contestare l'introduzione di riforme promulgate dal Duca e dai ministri, come la carta bollata, appena istituita, contro il dazio sul caffè e contro le corvées per la costruzione della strada ducale che avrebbe dovuto collegare Modena e Massa.

### Crisi di successione
Durante la prima metà del XVIII secolo il Ducato modenese abbandonò la propria politica di isolamento, così da avvicinarsi agli altri Stati italiani: il padre Francesco III, divenuto Duca nel 1737, desiderò l'unione del figlio con Maria Teresa Cybo-Malaspina, figlia di Alderano I, duca di Massa e principe di Carrara e della moglie, Ricciarda Gonzaga. Maria Teresa era divenuta Duchessa e Principessa sovrana nel 1731, a seguito della morte del padre, governando fino al 1790. Il matrimonio, celebrato il 16 aprile 1741, non fu però in grado di assicurare continuità alla casata d'Este; la coppia ebbe una figlia ed un figlio maschio, Rinaldo Ercole nato nel febbraio 1753, che morì nel maggio dello stesso anno. L'unica a sopravvivere fu la principessa Maria Beatrice. Si trattava di un’unione assolutamente infelice, un po’ per il carattere autoritario e bacchettone della consorte, un po’ per la sfacciataggine di Ercole, le cui attenzioni per le donne e soprattutto per l’amante “ufficiale” Chiara Marini, avvenente cantante lirica, da tutti conosciuta a Modena come “la Chiarina”. I rapporti tra i due erano così tesi che la Duchessa aveva finito per abbandonare il marito, trasferendosi di fatto nella residenza ducale di Reggio Emilia. 
Quando Maria Teresa venne a mancare nel dicembre del 1790, Ercole si adoperò subito per legalizzare l’unione con la Marini attraverso un matrimonio morganatico. Con le nozze tra Ercole e Maria Teresa, il Ducato di Massa e Carrara si sarebbe poi unito ai possedimenti di casa d'Este, in seguito alla morte di Alderano I Cybo-Malaspina, così che Modena acquisì uno sbocco sul mare.
Come il padre, Ercole era ossessionato dal problema della successione, dal momento che l'unico suo discendente vivente era la figlia, Maria Beatrice. Nel 1753 il nonno di quest'ultima, il duca Francesco III, progettò il matrimonio della nipote con Ferdinando d'Asburgo-Lorena, figlio di Maria Teresa d'Austria e di Francesco I di Lorena. Ercole all'inizio aveva dato il suo consenso alle nozze della figlia Maria Beatrice, ma poi, dieci anni dopo, ritirò il suo assenso, probabilmente a causa dell'esorbitante dote richiesta oppure a causa del fatto che volesse pianificare lui stesso il matrimonio della propria figlia. Anche se Ercole si scontrò pesantemente col padre, Maria Beatrice e Ferdinando si sposarono a Milano.

### Duca di Modena e Reggio

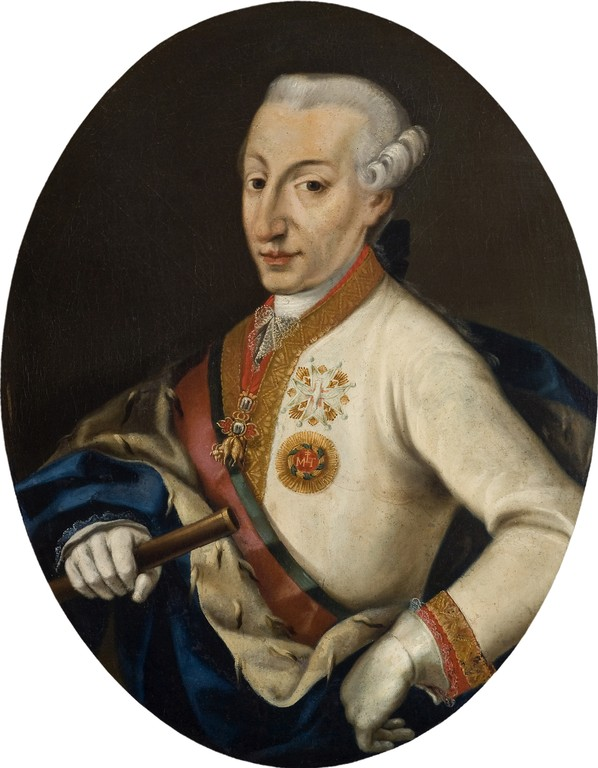
Ercole III di Modena e Reggio in una miniatura del XVIII secolo

Il 22 febbraio 1780 Francesco III d'Este morì e di conseguenza l'unico figlio maschio sopravvissuto, ascese al trono ducale come Ercole III d'Este. Fu un sovrano illuminato: influenzato dalle opere del Ludovico Antonio Muratori, nei primi anni di governo si dotò di una Camera dei Conti, che doveva vigilare su entrate ed uscite dello Stato, fondò l’Accademia di Belle Arti nel 1785, favorì l’acquisto di numerosi volumi destinati alla Biblioteca Estense, divenuta una delle più prestigiose della penisola, fece costruire strade e ponti sul Secchia e sul Panaro, istituì il catasto, si impegnò per far fronte all’imponente aumento demografico sollecitando il passaggio a colture intensive al fine di migliorare le rese. Varò una riforma annonaria per liberalizzare il commercio del grano e, cosa alquanto gradita ai sudditi, riuscì in breve tempo a ridurre di un terzo la pressione fiscale (che sotto Francesco III aveva raggiunto livelli difficilmente sostenibili).
Al riguardo lo storico Pompeo Litta, genealogista dell’epoca, riferisce che l’ultimo duca di casa d’Este «governò mirando soprattutto all’economia. Fu molto economo nella sua vita privata e dalla sua corte fu bandito il lusso; il suo erario non era mai esausto, ma questo denaro non si toglieva tutto alla circolazione poiché lo somministrava con tenue compenso ai pubblici corpi». Ercole era solito parlare in dialetto. Con l'ascesa delle truppe di Napoleone in Italia, Ercole ed i ministri cercarono di negoziare con il Generale francese ma questi aveva respinse ogni possibile tentativo, affermando che il Duca era feudatario dell'Austria e che aveva aiutato gli Asburgo-Lorena, con armi e denaro. Ercole III partì da Modena il 7 maggio 1796 alla volta di Venezia. Era accompagnato dai conti Francesco Magnani e Giovan Battista Munarini, ministro degli Esteri e da diversi servitori. Viaggiava sotto il nome di marchese di San Felice e con Chiara Marini, che aveva sposato morganaticamente nel 1790, alla morte della moglie Maria Teresa.

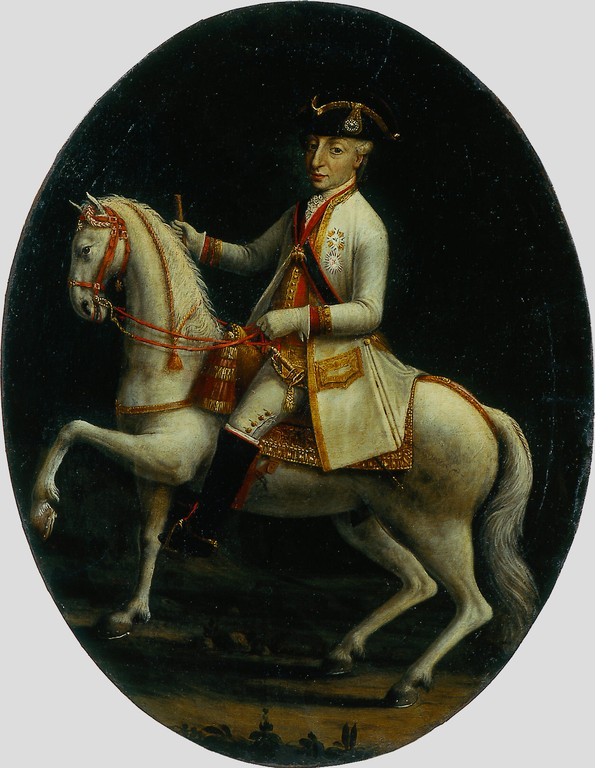
Il Duca Ercole III a cavallo.

Sotto la dominazione francese, a Modena dall'ottobre 1796 lavorò un comitato di governo di sette membri che abolì le giurisdizioni feudali, i titoli nobiliari, le corporazioni religiose rimaste. A seguito delle paci di Campoformio del 1797 e quella di Lunéville del 1801, Ercole divenne Duca di Brisgovia e Ortenau, territori che acquisì come compenso per la perdita dei ducati di Modena e di Reggio, di cui però non riuscì mai a prendere possesso. Nel 1801 ricevette e ricambiò la visita dell'Arciduca Giuseppe di passaggio in città e l'anno successivo quella dell'arciduchessa Amalia d'Austria, duchessa vedova di Parma. Ma l'età e soprattutto l'idropisia, peggiorò la salute fisica di Ercole; dal 1803 non si era mosso più di casa, assistito dalla sorella Matilde. Nel settembre di quell'anno era giunta la notizia della morte della sorella Fortunata, ritirata da tempo nel convento delle salesiane di Venezia.

### Morte
Ercole III d'Este morì a Treviso il 14 ottobre 1803; a Palazzo Coletti, due giorni dopo le sue spoglie furono tumulate nella chiesa del convento dei cappuccini. Con la Restaurazione, sul trono di Modena e Reggio ascese Francesco IV d'Asburgo-Este, figlio di Maria Beatrice e quindi nipote di Ercole III. Con la morte di Maria Beatrice, i ducati di Modena e Massa si unirono.

## Discendenza
Ercole e Maria Teresa ebbero due figli:
- Maria Beatrice Ricciarda (Modena, 7 luglio 1750 - Vienna, 14 novembre 1829), ultima Duchessa di Massa e Principessa di Carrara;
- Rinaldo Francesco (Modena, 4 gennaio 1753 - 5 maggio 1753).

Da Chiara Marini ebbe un figlio:
- Ercole Rinaldo (Modena, 1770 - 1795), marchese di Scandiano.

## Ascendenza
|                                    |                              |                                     | Genitori                             |  |  | Nonni |  |  | Bisnonni           |  |  | Trisnonni          |  |
|                                    |                              |                                     |                                      |  |  |       |  |  | Francesco I d'Este |  |  | Alfonso III d'Este |  |
|                                    |                              |                                     |                                      |  |  |       |  |  | Francesco I d'Este |  |  | Alfonso III d'Este |  |
|                                    |                              | Isabella di Savoia                  |                                      |  |  |       |  |  | Francesco I d'Este |  |  |                    |  |
| Rinaldo d'Este                     |                              |                                     |                                      |  |  |       |  |  | Francesco I d'Este |  |  |                    |  |
|                                    |                              | Lucrezia Barberini                  | Taddeo Barberini                     |  |  |       |  |  |                    |  |  |                    |  |
|                                    |                              | Lucrezia Barberini                  | Taddeo Barberini                     |  |  |       |  |  |                    |  |  |                    |  |
|                                    |                              | Lucrezia Barberini                  | Anna Colonna                         |  |  |       |  |  |                    |  |  |                    |  |
| Francesco III d'Este               |                              | Lucrezia Barberini                  |                                      |  |  |       |  |  |                    |  |  |                    |  |
|                                    |                              | Giovanni di Brunswick-Lüneburg      | Giorgio di Brunswick-Lüneburg        |  |  |       |  |  |                    |  |  |                    |  |
|                                    |                              | Giovanni di Brunswick-Lüneburg      | Giorgio di Brunswick-Lüneburg        |  |  |       |  |  |                    |  |  |                    |  |
|                                    |                              | Giovanni di Brunswick-Lüneburg      | Anna Eleonora d'Assia-Darmstadt      |  |  |       |  |  |                    |  |  |                    |  |
| Carlotta di Brunswick-Lüneburg     |                              | Giovanni di Brunswick-Lüneburg      |                                      |  |  |       |  |  |                    |  |  |                    |  |
|                                    |                              | Benedetta Enrichetta del Palatinato | Edoardo del Palatinato-Simmern       |  |  |       |  |  |                    |  |  |                    |  |
|                                    |                              | Benedetta Enrichetta del Palatinato | Edoardo del Palatinato-Simmern       |  |  |       |  |  |                    |  |  |                    |  |
|                                    |                              | Benedetta Enrichetta del Palatinato | Anna Maria di Gonzaga-Nevers         |  |  |       |  |  |                    |  |  |                    |  |
| Ercole III d'Este                  |                              | Benedetta Enrichetta del Palatinato |                                      |  |  |       |  |  |                    |  |  |                    |  |
|                                    | Filippo I di Borbone-Orléans | Luigi XIII di Francia               |                                      |  |  |       |  |  |                    |  |  |                    |  |
|                                    | Filippo I di Borbone-Orléans | Luigi XIII di Francia               |                                      |  |  |       |  |  |                    |  |  |                    |  |
|                                    | Filippo I di Borbone-Orléans | Anna d'Asburgo                      |                                      |  |  |       |  |  |                    |  |  |                    |  |
| Filippo II di Borbone-Orléans      | Filippo I di Borbone-Orléans |                                     |                                      |  |  |       |  |  |                    |  |  |                    |  |
|                                    |                              | Elisabetta Carlotta del Palatinato  | Carlo I Luigi del Palatinato         |  |  |       |  |  |                    |  |  |                    |  |
|                                    |                              | Elisabetta Carlotta del Palatinato  | Carlo I Luigi del Palatinato         |  |  |       |  |  |                    |  |  |                    |  |
|                                    |                              | Elisabetta Carlotta del Palatinato  | Carlotta d'Assia-Kassel              |  |  |       |  |  |                    |  |  |                    |  |
| Carlotta di Borbone-Orléans        |                              | Elisabetta Carlotta del Palatinato  |                                      |  |  |       |  |  |                    |  |  |                    |  |
|                                    |                              | Luigi XIV di Francia                | Luigi XIII di Francia                |  |  |       |  |  |                    |  |  |                    |  |
|                                    |                              | Luigi XIV di Francia                | Luigi XIII di Francia                |  |  |       |  |  |                    |  |  |                    |  |
|                                    |                              | Luigi XIV di Francia                | Anna d'Asburgo                       |  |  |       |  |  |                    |  |  |                    |  |
| Francesca Maria di Borbone-Francia |                              | Luigi XIV di Francia                |                                      |  |  |       |  |  |                    |  |  |                    |  |
|                                    |                              | Françoise-Athénaïs di Montespan     | Gabriel de Rochechouart de Mortemart |  |  |       |  |  |                    |  |  |                    |  |
|                                    |                              | Françoise-Athénaïs di Montespan     | Gabriel de Rochechouart de Mortemart |  |  |       |  |  |                    |  |  |                    |  |
|                                    |                              | Françoise-Athénaïs di Montespan     | Diane de Grandseigne                 |  |  |       |  |  |                    |  |  |                    |  |
|                                    |                              | Françoise-Athénaïs di Montespan     |                                      |  |  |       |  |  |                    |  |  |                    |  |